# Pyridazin
Pyridazin je aromatická heterocycklická sloučenina se vzorcem C4H4N2, obsahující šestičlenný kruh s dvojicí sousedících atomů dusíku; jedná se o strukturní izomer dalších dvou diazinů, pyrimidinu a pyrazinu.

## Výskyt
Pyridaziny jsou v přírodě vzácné, což souvisí s řídkým výskytem přírodních hydrazinů, tedy látek, ze kterých tyto heterocykly často vznikají. Pyridazinová jádra se často objevují jako farmakofory řady herbicidů, jako jsou kredazin, pyridafol, a pyridát. Jde také o složky několika léčiv, například cefozopranu, kadralazinu, minaprinu, pipofezinu, a hydralazinu.

## Výroba
Při zkoumání syntézy indolů připravil Hermann Emil Fischer první pyridazin kondenzací fenylhydrazinu s kyselinou levulovou.
Nesubstituovaný pyridazin byl poprvé vytvořen oxidací benzocinnolinu na kyselinu pyridazintetrakarboxylovou, která byla poté dekarboxylována. Jako výchozí látku lze také použít maleinhydrazid. Často se pyridaziny získávají kondenzacemi 1,4-diketonů nebo 4-ketokyselin s hydraziny.